# ウクライナの大統領
ウクライナの大統領（ウクライナのだいとうりょう、ウクライナ語: Президент Украïни）は、ウクライナの元首たる大統領。

## 概要
大統領職は、1991年8月24日のウクライナ独立に伴い制定された。最初の大統領選挙は1991年12月に行われた。大統領は国際関係において国家を代表し、国家の対外政治活動を管理し、交渉を行い、国際条約を締結させる。また、ウクライナ軍の最高司令官でもある。大統領はウクライナ国民によって直接選挙で選ばれ、任期は5年、連続2期までである。

### 最初の大統領
しばしばウクライナ人民共和国の大統領ミハイロ・フルシェフスキーをウクライナ最初の大統領であるとみなす。これは、現代のウクライナが同共和国の後継国家であるという位置づけがなされているためである。ヴォロドィームィル・ヴィンヌィチェーンコやシモン・ペトリューラも「大統領」と呼ばれることもあるが、同共和国で正式に大統領に就任したのはフルシェフスキーひとりである。また、ウクライナ国のパウロー・スコロパードシクィイは「全ウクライナのヘーチマン」（ヘーチマンはウクライナ・コサックの棟梁）に選出されたが、この国は共和国ではなく君主制の国家であるため、大統領とは呼ばれない。ソビエト連邦（ウクライナ社会主義ソビエト共和国、ウクライナ・ソビエト社会主義共和国）時代の元首に関しても、大統領とは呼ばれない。他のウクライナ系国家でも、大統領職は存在しない。

## 選出

### 選出方法
18歳以上のウクライナ国民による直接選挙で選出される。フランスと同じく2回投票制を採用しており一回目の投票で過半数を獲得した者が居なかった場合は上位2名による決選投票が行われる。憲法により、通常の大統領選挙は現職大統領の任期5年目の最終月の最終日曜日に実施される予定である。任期前に大統領の権限が終了した場合は、現職大統領の任期終了後90日以内に選挙を実施しなければならないが、戒厳令下での選挙についての規定は憲法上存在していない。
このため、2019年に就任した現職のウォロディミル・ゼレンスキーは2024年5月20日に任期満了となる予定だったが、2022年に始まったロシアによるウクライナ侵攻を受けて全土に戒厳令を施行しているため、戒厳令下では選挙を実施できないとする戒厳令法第10条第1項及び第11条第3項の規定に基づいて選挙の施行を凍結した状態で職務を継続している。
任期は5年で、2期を超えて再選されることはない。副大統領職はなく、大統領席が空席の場合は首相が暫定的に権限を行使する。

### 資格
候補者は35歳に達したウクライナ国民である必要があり、また選挙権を持っていること、過去10年間国内に居住していること、ウクライナ語を十分に理解できることが必要である。憲法により、通常の大統領選挙は現職大統領の任期5年目の最終月の最終日曜日に実施される予定である。任期前に大統領の権限が終了した場合は、現職大統領の任期終了後90日以内に選挙を実施しなければならない。

## 権限
ウクライナの大統領制はフランスやロシアと同じく半大統領制であるが、これらの国と異なり議会（最高会議）の解散権を事実上有していない。また、首相の任命に際しては、最高会議の同意が必要であり、最高会議が採択した内閣総辞職に関する決議は、大統領に対して強制力を有する。

## 大統領の一覧
| 代  | 大統領                                                                                            | 大統領                           | 所属政党                  | 期                             | 在任期間                       | 在任期間     | 備考                                             | 首相                       | 首相                           |
| --- | ------------------------------------------------------------------------------------------------- | -------------------------------- | ------------------------- | ------------------------------ | ------------------------------ | ------------ | ------------------------------------------------ | -------------------------- | ------------------------------ |
| 001 | レオニード・クラフチュク Леонід Макарович Кравчук Leonid Makarovych Kravchuk                      |                                  | 無所属                    | 1                              | 1991年12月5日 - 1994年7月19日  | 2年 + 226日  |                                                  |                            | ヴィトルド・フォーキン         |
| 001 | レオニード・クラフチュク Леонід Макарович Кравчук Leonid Makarovych Kravchuk                      | レオニード・クチマ               | 無所属                    | 1                              | 1991年12月5日 - 1994年7月19日  | 2年 + 226日  |                                                  |                            |                                |
| 002 | レオニード・クチマ Леонід Данилович Кучма Leonid Danylovych Kuchma                                |                                  | 無所属                    | 2                              | 1994年7月19日 - 1999年11月14日 | 10年 + 188日 |                                                  |                            | ヴィターリー・マソル           |
| 002 | レオニード・クチマ Леонід Данилович Кучма Leonid Danylovych Kuchma                                | イェヴヘーン・マルチューク       | 無所属                    | 2                              | 1994年7月19日 - 1999年11月14日 | 10年 + 188日 |                                                  |                            |                                |
| 002 | レオニード・クチマ Леонід Данилович Кучма Leonid Danylovych Kuchma                                | パーヴェル・ラザレンコ           | 無所属                    | 2                              | 1994年7月19日 - 1999年11月14日 | 10年 + 188日 |                                                  |                            |                                |
| 002 | レオニード・クチマ Леонід Данилович Кучма Leonid Danylovych Kuchma                                | ワレーリー・プストヴォイチェンコ | 無所属                    | 2                              | 1994年7月19日 - 1999年11月14日 | 10年 + 188日 |                                                  |                            |                                |
| 002 | レオニード・クチマ Леонід Данилович Кучма Leonid Danylovych Kuchma                                | 3                                | 無所属                    | 1999年11月14日 - 2005年1月23日 |                                | 10年 + 188日 |                                                  | ヴィクトル・ヤヌコーヴィチ |                                |
| 003 | ヴィクトル・ユシチェンコ Віктор Андрійович Ющенко Viktor Andriyovych Yushchenko                   |                                  | 我らのウクライナ          | 4                              | 2005年1月23日 - 2010年2月25日  | 5年 + 33日   |                                                  |                            | ユーリヤ・ティモシェンコ       |
| 003 | ヴィクトル・ユシチェンコ Віктор Андрійович Ющенко Viktor Andriyovych Yushchenko                   | ユーリー・エハヌロフ             | 我らのウクライナ          | 4                              | 2005年1月23日 - 2010年2月25日  | 5年 + 33日   |                                                  |                            |                                |
| 003 | ヴィクトル・ユシチェンコ Віктор Андрійович Ющенко Viktor Andriyovych Yushchenko                   | ヴィクトル・ヤヌコーヴィチ       | 我らのウクライナ          | 4                              | 2005年1月23日 - 2010年2月25日  | 5年 + 33日   |                                                  |                            |                                |
| 003 | ヴィクトル・ユシチェンコ Віктор Андрійович Ющенко Viktor Andriyovych Yushchenko                   | ユーリヤ・ティモシェンコ         | 我らのウクライナ          | 4                              | 2005年1月23日 - 2010年2月25日  | 5年 + 33日   |                                                  |                            |                                |
| 004 | ヴィクトル・ヤヌコーヴィチ Віктор Федорович Янукович Viktor Fedorovych Yanukovych                 |                                  | 無所属                    | 5                              | 2010年2月25日 - 2014年2月22日  | 3年 + 362日  | マイダン革命により任期満了前に失脚、ロシアへ亡命 |                            | ミコラ・アザロフ               |
| 0－ | オレクサンドル・トゥルチノフ Олександр Валентинович Турчинов Oleksandr Valentynovych Turchynov    |                                  | 全ウクライナ連合 「祖国」 | 5                              | 2014年2月23日 - 2014年6月7日   | 104日        | 大統領代行（最高議会議長）                       |                            | アルセニー・ヤツェニュク       |
| 005 | ペトロ・ポロシェンコ Петро Олексійович Порошенко Petro Oleksiyovych Poroshenko                    |                                  | 無所属                    | 6                              | 2014年6月7日 - 2019年5月20日   | 4年 + 347日  |                                                  |                            | アルセニー・ヤツェニュク       |
| 005 | ペトロ・ポロシェンコ Петро Олексійович Порошенко Petro Oleksiyovych Poroshenko                    | ヴォロディーミル・フロイスマン   | 無所属                    | 6                              | 2014年6月7日 - 2019年5月20日   | 4年 + 347日  |                                                  |                            |                                |
| 006 | ウォロディミル・ゼレンスキー Володимир Олександрович Зеленський Volodymyr Oleksandrovych Zelensky |                                  | 国民の僕                  | 7                              | 2019年5月20日 - （現職）       | 6年 + 26日   |                                                  |                            | ヴォロディーミル・フロイスマン |
| 006 | ウォロディミル・ゼレンスキー Володимир Олександрович Зеленський Volodymyr Oleksandrovych Zelensky | オレクシー・ホンチャルク         | 国民の僕                  | 7                              | 2019年5月20日 - （現職）       | 6年 + 26日   |                                                  |                            |                                |
| 006 | ウォロディミル・ゼレンスキー Володимир Олександрович Зеленський Volodymyr Oleksandrovych Zelensky | デニス・シュミハリ               | 国民の僕                  | 7                              | 2019年5月20日 - （現職）       | 6年 + 26日   |                                                  |                            |                                |